# 西原拓夢
西原 拓夢（にしはら たくむ、1992年7月17日 - ）は、兵庫県明石市出身のプロサッカー選手。ポジションはFW。

## クラブ歴
兵庫県立明石城西高等学校から関西大学に進学。卒業後はFCティアモ枚方に加入した。
2016年にミャンマーに渡り、練習参加を繰り返して、エーヤワディー・ユナイテッドFCとの契約を勝ち取った。翌年はネピドーFCに移籍したが、未払いが続いたため選手がストライキを起こし、クラブが消滅した。
2018年にラオ・トヨタFCに移籍。リーグ優勝に貢献した。
2019年はタイ・リーグ3のコーンケン・ユナイテッドFCに加入。クラブはタイ・リーグ3で優勝を果たしタイ・リーグ2への昇格を決めた。
2019年11月8日、タイ・リーグ3のラムプーン・ウォリアーFCからのオファーを受け、同クラブと契約したことを発表。
2020年6月、同クラブから突然契約解除を告げられ退団。7月、ラオスのヤング・エレファンツFCに移籍。
2021年1月、カンボジアのティフィー・アーミーと契約するも怪我で退団。
2022年1月、再度ティフィー・アーミーと契約。
2023年1月、ビサカFCと契約。 
2024年1月、マルタのリーヤ・アスレティックFCと契約。
同年6月1日、自身のSNSにおいて、一般女性との結婚を発表。この時は結婚相手については非公開であったが、同年12月31日、結婚相手が女子サッカー選手の上野紗稀であることが、自身のInstagramに投稿した事で判明した。
2024年7月、AFCチャレンジリーグ2024/25出場権を獲得したヤング・エレファンツFCに復帰。

## タイトル

### クラブ
コーンケン・ユナイテッドFC
- タイ・リーグ3：2019